# Goniopholididae
Die Goniopholididae sind eine Familie der Krokodile, deren Fossilien in marinen und Süßwasserablagerungen vom Unterjura bis zur Oberkreide gefunden wurden. Sie lebten zu beiden Seiten des damals entstehenden Nordatlantiks in Westeuropa und Nordamerika sowie in Asien, also ausschließlich auf dem damaligen Nordkontinent Laurasia. Die Typusart ist Goniopholis.

## Merkmale
Es handelte sich dabei um Krokodile mit einer breiten, nicht besonders langen Schnauze. Im Gegensatz dazu hatten die gleichzeitig lebenden Pholidosauridae sehr schmale Schnauzen. Die Zähne der Goniopholididae waren sehr kräftig. In ihrem Äußeren und Lebensweise ähnelt sie den heutigen Alligatoren und Echten Krokodilen. Ihre Wirbel waren primitiv und hatten konkave Gelenkflächen. Der sekundäre Gaumen war nur wenig fortschrittlicher als der der frühen Mesoeucrocodylia. Die Goniopholididae wurden sehr groß, ein Schädel des in Thailand gefundenen Sunosuchus hatte eine Länge von 1,14 Metern. Die Länge des zugehörigen Tieres wird auf acht Meter geschätzt.

## Gattungen
- † Calsoyasuchus Tykoski, Rowe, Ketcham, Colbert, 2002 [1]
- † Sunosuchus Young, 1948 [2]
- † Eutretauranosuchus Mook, 1967
- † Siamosuchus Lauprasert, Cuny, Buffetaut, Suteethorn & Thirakhupt, 2007  [3]
- † Amphicotylus Cope, 1878
- † Denazinosuchus Lucas & Sullivan, 2003 [2]
- † Nannosuchus Owen, 1879
- † Hulkepholis Buscalioni, Alcalá, Espílez & Mampel, 2013
- † Anteophthalmosuchus Salisbury & Naish, 2011
- † Goniopholis Owen, 1841